# Yu-Gi-Oh! Zexal
Yu-Gi-Oh! Zexal (遊☆戯☆王 ＺＥＸＡＬ, Yūgiō Zearu) is een manga en anime uit de serie Yu-Gi-Oh!. Het eerste nummer van de manga werd gepubliceerd in het februari 2011 nummer van het Japanse tijdschrift V Jump. De anime werd vanaf 11 april 2011 uitgezonden op TV Tokyo als opvolger van de vorige serie, Yu-Gi-Oh! 5D's.

## Verhaal
De serie speelt zich af in de verre toekomst en volgt een jongen genaamd Yuma Tsukumo ,een kwajongen op zijn school. Er gebeurd iets vreemds als shark hem uitdaagt tot een duel en het mysteieuze spook van Astral voor hen verschijnt, het begin van een nieuwe legende.

## Cast
Yuuma Tsukumo (九十九 遊馬, Tsukumo Yūma)
Stemacteur in de Japanse versie: Tasuku Hatanaka.
De belangrijkste protagonist, een schijnbare kwajongen op school. Hij draagt een hanger die hij kreeg van zijn overleden moeder. Hij is een amateur in het spel Duel Monsters tot de dag dat hij het gevecht heeft met Shark en Astral ontmoet. En dan krijgt hij de Xyz kaart Number 39:Utopia
Astral (アストラル, Asutoraru)
Stemacteur in de Japanse versie: Miyu Irino.
Een mysterieus spook dat samen gaat werken met Yuuma om zijn herinneringen terug te krijgen, die zich manifesteren als een set Duel Monster kaarten genaamd "Numbers". Om herinneringen terug te krijgen moet hij 99 nummerkaarten zien te vinden.
Shark Kamishiro (神代 凌牙, Kamishiro Ryōga)
Stemacteur in de Japanse versie: Toshiki Masuda.
Yuumas rivaal. Hij wordt “Shark” (Engels voor haai) genoemd omdat hij zich heeft gespecialiseerd in water-type monsters. Ryoga is een pestkop van school en steelt zijn tegenstanders hun decks. Hij werd verslagen door Yuuma in een duel.
Kotori Mizuki (観月 小鳥, Mizuki Kotori)
Stemacteur in de Japanse versie: Mikako Komatsu.
Yuumas beste vriend.
Akari Tsukumo (九十九 明里, Tsukumo Akari)
Stemacteur in de Japanse versie: Nami Miyahara.
Yuumas oudere zus, die werkt als verslaggever.
Haru Tsukumo (九十九 春, Tsukumo Haru)
Stemacteur in de Japanse versie: Ikuko Tani
Grootmoeder van Yuuma en Akari. Zij zorgt vaak voor hen terwijl hun vader op zakenreis is.
Tetsuo Takeda (武田 鉄男, Takeda Tetsuo)
Stemacteur in de Japanse versie: Makoto Shimada.
Yuumas klasgenoot.